# CAPD
CAPD, central auditory processing disorder, också benämnt auditory processing disorder (APD), är ett samlingsbegrepp för hörselstörningar som finns i hjärnans centrala nervsystem. 
Ett typiskt problem för den drabbade är att man har svårigheter att höra när många deltar i ett samtal, trots att ingen hörselnedsättning kunnat påvisas med vanliga hörselprov. De drabbade har oftast inga problem med att tala på tu man hand. Hos barn kan detta yttra sig som försenad språkutveckling, inlärningssvårigheter och sociala utmaningar. Det är vanligt att den drabbade ofta ber andra att upprepa vad som sagts eller har svårt att minnas auditiv information.

## Orsaker och riskfaktorer
Orsakerna till CAPD är ännu inte helt klarlagda, men flera faktorer har föreslagits som möjliga bidragande orsaker. Dessa inkluderar neurologiska skador (till exempel efter hjärnskada eller stroke), prematur födsel, långvariga öroninflammationer i barndomen och ärftliga faktorer. CAPD förekommer ofta tillsammans med andra diagnoser såsom ADHD, språkstörning eller dyslexi.

## Diagnostik
I Sverige är det i dagsläget svårt att fastställa exakt var i hjärnan en auditiv bearbetningsstörning uppstår, eftersom det saknas standardiserade och evidensbaserade testmetoder för att lokalisera skador eller funktionsavvikelser i det centrala auditiva nervsystemet. De utredningar som genomförs bygger huvudsakligen på beteendebaserade hörseltester, såsom taluppfattning i brus (FB S/N +4 dB), dikotiskt lyssnande och tester av auditivt minne och uppmärksamhet. Dessa metoder utvärderar individens funktionella förmåga men ger ingen direkt information om den neurologiska orsaken eller lokaliseringen av svårigheterna.

## Behandling och stöd
Det finns ingen universell behandling för CAPD, men olika åtgärder kan hjälpa individen att hantera sina svårigheter. Exempel på insatser inkluderar auditiv träning, användning av tekniska hjälpmedel som FM-system, anpassning av ljudmiljön (till exempel akustikförbättringar) samt tal- och språkträning. Stöd och utbildning till vårdnadshavare och lärare är också viktigt.

## Kontroverser och forskning
CAPD är ett omdiskuterat tillstånd inom audiologi och neurovetenskap. Det råder oenighet kring vilka diagnoskriterier som bör användas, och vissa forskare menar att tillståndet i vissa fall kan överlappa med andra kognitiva eller språkliga svårigheter. Trots detta pågår forskning om tillståndets underliggande mekanismer, samt om metoder för förbättrad diagnostik och intervention.

## Organisationer för personer med hörselnedsättning
- Hörselskadades riksförbund
- Unga Hörselskadade
- Riksförbundet för döva, hörselskadade barn och barn med språkstörning (Riksförbundet DHB)